# کیتس لستر
کیتس لستر (انگلیسی: Keats Lester؛ زاده ۴ اوت ۱۹۰۴ درگذشته ۱۶ ژوئن ۱۹۴۶) یک تنیس‌باز اهل بریتانیا بود.